# Ouratea densiflora
Ouratea densiflora är en tvåhjärtbladig växtart som beskrevs av Pilg.. Ouratea densiflora ingår i släktet Ouratea och familjen Ochnaceae. Inga underarter finns listade i Catalogue of Life.